# Јонозеро
Јонозеро (рус. Ёнозеро) слатководно је језеро ледничког порекла смештено у северном делу Мурманске области, на крајњем северозападу европског дела Руске Федерације. Језеро се налази у северном делу Кољског полуострва, а административно припада Ловозерском рејону. Из њега отиче река Варзина преко које је језеро повезано са басеном Баренцовог мора чија обала се налази неких 30-ак километара северније. Површина језера се налази на надморској висини од 220 метара.
Површина језерске акваторије је 94,4 км², док је површина басена око 982 км². Јонозеро је подељено на две мање целине међусобно повезане аналом ширине око 350 метара. Језеро се храни углавном од падавина, како од кишнице тако и топљењем снега. Карактеришу га јако разуђене и доста стрме обале.
На површини језера налази се неколико мањих и ниских острва. На обалама језера не налази се ни једно насељено место.